# Rasmus Seebach
Rasmus Seebach (Frederiksberg, 28 maart 1980) is een Deense singer-songwriter.
Zijn debuutalbum, getiteld Rasmus Seebach, werd ruim 230.000 keer verkocht, en zijn tweede, Mer' end kærlighed ruim 42.000 keer binnen een week. Hiermee was dit het snelst verkochte album ooit in Denemarken. Ook in de buurlanden Zweden en Noorwegen is zijn muziek populair.
Zijn vader, Tommy Seebach, nam namens Denemarken driemaal deel aan het Eurovisiesongfestival.

## Discografie

### Studioalbums
- Rasmus Seebach (2009)
- Mer' end kærlighed (2011)
- Ingen kan love dig i morgen (2013)
- Verden ka' vente (2015)
- 2017 (2017)
- Tak for turen (2019)

- Bibsys: 13023030
- Bibliothèque nationale de France: cb16616577n (data)
- Gemeinsame Normdatei: 1027124801
- International Standard Name Identifier: 0000 0001 3135 7393
- MusicBrainz: 9c45b455-3a22-4648-8651-99180045fac4
- Système universitaire de documentation: 163965501
- Virtual International Authority File: 258226903
- WorldCat: E39PBJwd96bV47YPt7MMCxM9Dq